# Deutscher Verlag für Musik
Der Deutsche Verlag für Musik (DVfM) war ein Musikverlag in Leipzig von 1954 bis 2014.

## Geschichte
Am 1. Januar 1954 wurde der Deutsche Verlag für Musik als staatlicher Verlag gegründet. Er sollte den Vertrieb von Noten und Literatur in westliche Länder wieder möglich machen, den die zwangsverstaatlichten Leipziger Verlage Breitkopf & Härtel  und Friedrich Hofmeister auf Grund des Boykotts ihrer westlichen Ableger nicht mehr leisten konnten. So wurden in  den folgenden Jahren gesamtdeutsche Werkausgaben von Bach und Händel möglich, außerdem erschienen kritische Werkausgaben von Mozart, Mendelssohn und später auch Eisler.
1958 wurden Breitkopf & Härtel und Friedrich Hofmeister  organisatorisch  an den Deutschen Verlag für Musik angeschlossen, sie gaben aber weiter eigene Verlagsprogramme heraus.
Der Deutsche Verlag für Musik wurde der auflagenstärkste Musikverlag in der DDR. Dort erschienen neben Noten vor allem zahlreiche  musiktheoretische Schriften, auch zur zeitgenössischen  und populären Musik, außerdem Musikerbiographien und ähnliches. Viele Publikationen bzw. deren Rechte wurden in westliche Länder verkauft.
1988 arbeiteten im Verlag  90 Mitarbeiter, in jenem Jahr wurden 97 Publikationen herausgebracht, davon 25 Neuausgaben und 72 Neuauflagen, der Umsatz betrug 6,9 Millionen Mark.
1990 wurde der Deutsche Verlag für Musik in eine GmbH umgewandelt. 1991 erhielten die Westverlage Breitkopf & Härtel und Friedrich Hofmeister das Altvermögen der früher enteigneten DDR-Verlage mit Immobilien übertragen. 1992 kaufte Breitkopf & Härtel den Deutschen Verlag für Musik und gliederte ihn ein. Bis 2014 erschienen dort aber  noch Publikationen mit diesem Editionstitel.